# جيم شانون
جيم شانون (بالإنجليزية: Jim Shannon)‏ هو سياسي بريطاني، ولد في 25 مارس 1955 في المملكة المتحدة. حزبياً، نشط في الحزب الديمقراطي الاتحادي.

## مناصب
- في انتخابات الجمعية التشريعية لأيرلندا الشمالية، 1998 [الإنجليزية]‏، انتخب عضو الجمعية التشريعية الأولى لأيرلندا الشمالية عن دائرة Strangford (Assembly constituency) [الإنجليزية]‏ وقد انضم خلال فترته النيابية ‏ (25 يونيو 1998 – 28 أبريل 2003)  للكتلة البرلمانية الحزب الديمقراطي الاتحادي.
- في انتخابات الجمعية التشريعية لأيرلندا الشمالية، 2003 [الإنجليزية]‏، انتخب عضو الجمعية التشريعية الثانية لأيرلندا الشمالية عن دائرة Strangford (Assembly constituency) [الإنجليزية]‏ وقد انضم خلال فترته النيابية ‏ (26 نوفمبر 2003 – 30 يناير 2007)  للكتلة البرلمانية الحزب الديمقراطي الاتحادي.
- في انتخابات الجمعية التشريعية لأيرلندا الشمالية،  2007 [الإنجليزية]‏، انتخب عضو الجمعية التشريعية الثالثة لأيرلندا الشمالية عن دائرة Strangford (Assembly constituency) [الإنجليزية]‏ وقد انضم خلال فترته النيابية ‏ (9 مارس 2007 – 1 أغسطس 2010)  للكتلة البرلمانية الحزب الديمقراطي الاتحادي.
- في انتخابات المملكة المتحدة لعام 2010، انتخب عضو برلمان المملكة المتحدة الـ55 عن دائرة سترانغفورد وقد انضم خلال فترته النيابية ‏ (6 مايو 2010 – 30 مارس 2015)  للكتلة البرلمانية الحزب الديمقراطي الاتحادي.
- في الانتخابات العامة في المملكة المتحدة 2015، انتخب عضو برلمان المملكة المتحدة الـ56 عن دائرة سترانغفورد وقد انضم خلال فترته النيابية ‏ (8 مايو 2015 – 3 مايو 2017)  للكتلة البرلمانية الحزب الديمقراطي الاتحادي.
- في الانتخابات التشريعية البريطانية 2017، انتخب عضو برلمان المملكة المتحدة الـ57 عن دائرة سترانغفورد وقد انضم خلال فترته النيابية ‏ (8 يونيو 2017 – )  للكتلة البرلمانية الحزب الديمقراطي الاتحادي.

## وصلات خارجية
- الموقع الرسمي